# Castilleja thompsonii
Castilleja thompsonii är en snyltrotsväxtart som beskrevs av Francis Whittier Pennell. Castilleja thompsonii ingår i släktet målarborstar, och familjen snyltrotsväxter. Inga underarter finns listade i Catalogue of Life.

## Bildgalleri

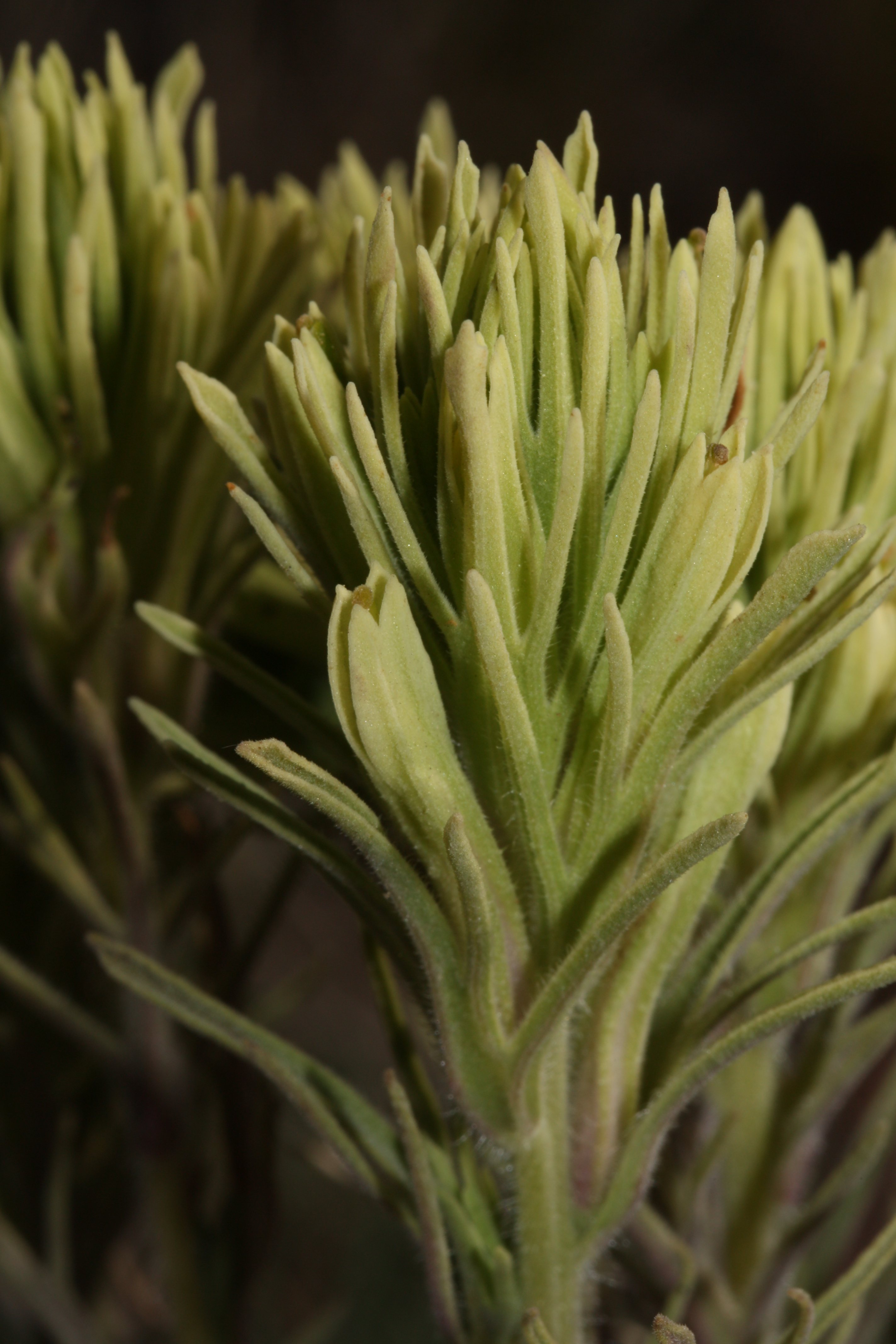
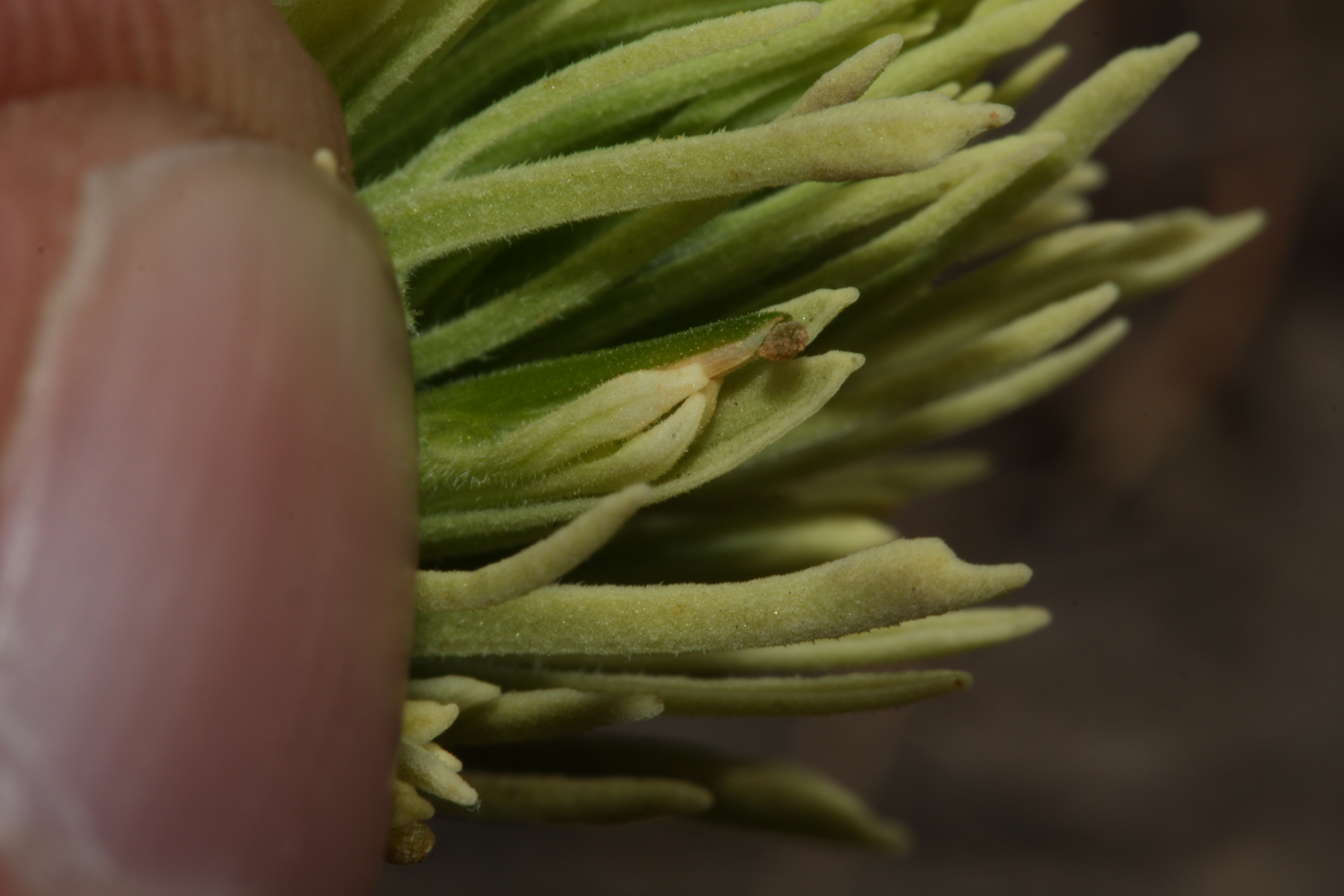
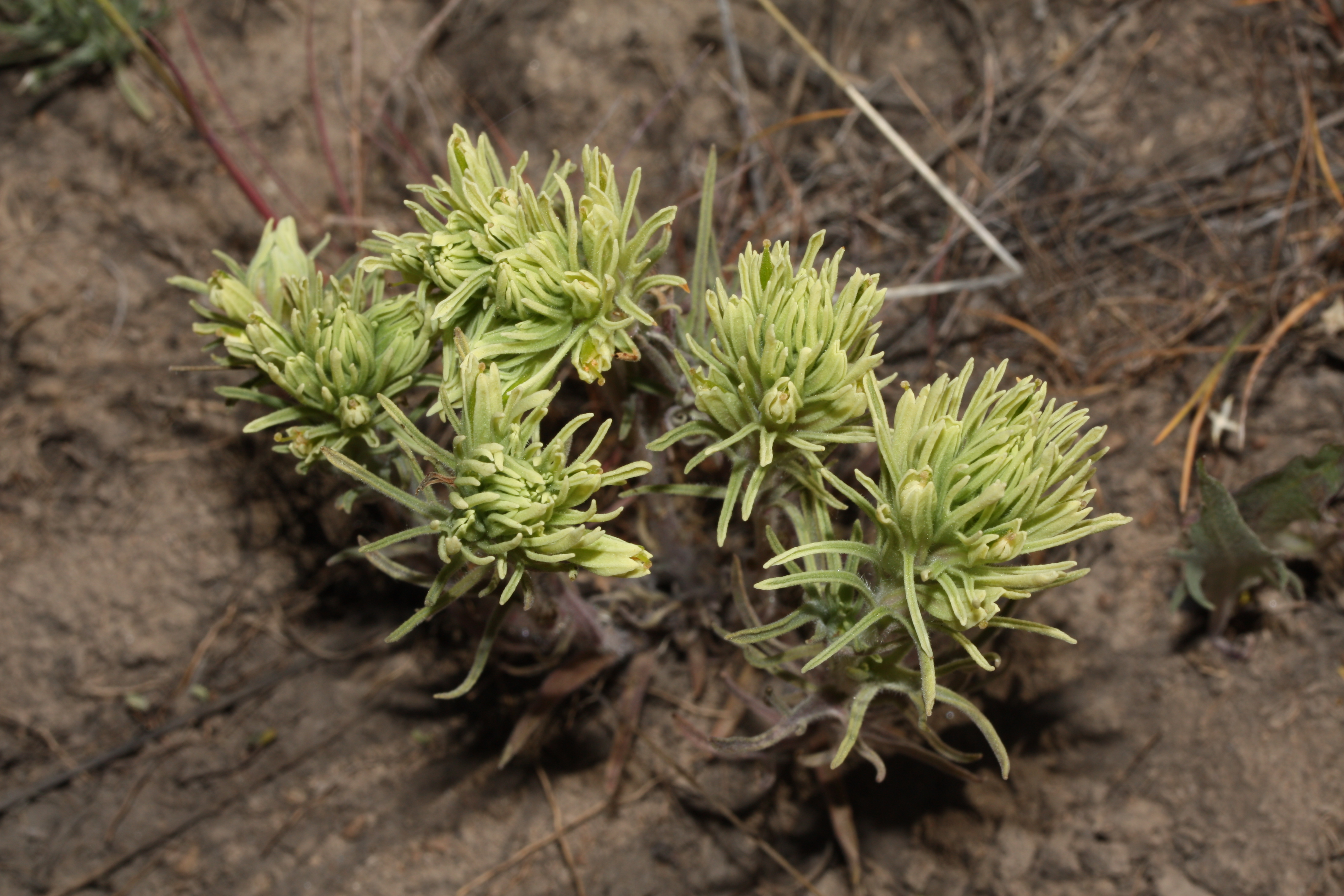